# Лез-Убо
Лез-Убо́ (фр. Les Oubeaux) — коммуна во Франции, находится в регионе Нижняя Нормандия. Департамент коммуны — Кальвадос. Входит в состав кантона Изиньи-сюр-Мер. Округ коммуны — Байё.
Код INSEE коммуны — 14481.

## Население
Население коммуны на 2010 год составляло 226 человек.
| 1962 | 1968 | 1975 | 1982 | 1990 | 1999 | 2010 |
| ---- | ---- | ---- | ---- | ---- | ---- | ---- |
| 321  | 315  | 272  | 260  | 264  | 232  | 226  |

## Экономика
В 2010 году среди 153 человек трудоспособного возраста (15—64 лет) 123 были экономически активными, 30 — неактивными (показатель активности — 80,4 %, в 1999 году было 58,6 %). Из 123 активных жителей работали 110 человек (61 мужчина и 49 женщин), безработных было 13 (4 мужчины и 9 женщин). Среди 30 неактивных 7 человек были учениками или студентами, 19 — пенсионерами, 4 были неактивными по другим причинам.